# K.A.S. Eupen
Königliche Allgemeine Sportvereinigung Eupen (hay đơn giản Eupen) là một câu lạc bộ bóng đá Bỉ đến từ thành phố Eupen ở Cộng đồng nói tiếng Đức tại Bỉ, tỉnh Liège. Hiện tại đội bóng đang thi đấu ở Giải bóng đá hạng nhất A quốc gia Bỉ, và đá trên sân nhà Kehrwegstadion.

## Lịch sử
K.A.S. Eupen được thành lập năm 1945 từ sự hợp nhất của Jugend Eupen và FC Eupen 1920.
Đội bóng lần đầu lên đến Giải bóng đá chuyên nghiệp quốc gia Bỉ vào mùa giải 2010–11
Tháng Sáu 2012, câu lạc bộ được mua lại bởi chính phủ Qatar và Học viện Aspire, tổ chức cũng sở hữu cả đội bóng Paris Saint-Germain. Học viện Aspire thông báo rằng họ sử dụng câu lạc bộ như bệ phóng vào bóng đá châu Âu cho các học viên tốt nghiệp từ châu Phi, Nam Mỹ và châu Á.
Eupen đứng thứ hai tại hạng nhì mùa giải 2015–16, giành quyền thăng hạng vào sân chơi cao nhất của bóng đá Bỉ lần thứ hai trong lịch sử và lần đầu tiên trụ hạng thành công.

## Cầu thủ

### Đội hình hiện tại
Ghi chú: Quốc kỳ chỉ đội tuyển quốc gia được xác định rõ trong điều lệ tư cách FIFA. Các cầu thủ có thể giữ hơn một quốc tịch ngoài FIFA.
| Số | VT | Quốc gia | Cầu thủ                            |
| -- | -- | -------- | ---------------------------------- |
| 2  | HV | Bỉ       | Yentl Van Genechten                |
| 3  | HV | Úc       | Jason Davidson                     |
| 4  | TV | Iceland  | Victor Pálsson                     |
| 6  | TV | Bỉ       | Brandon Baiye                      |
| 7  | TV | Ghana    | Isaac Nuhu                         |
| 8  | TV | Đức      | Kevin Möhwald                      |
| 9  | TĐ | Bỉ       | Renaud Emond                       |
| 10 | TĐ | Grenada  | Regan Charles-Cook                 |
| 11 | TV | Pháp     | Nathan Bitumazala                  |
| 14 | TV | Bỉ       | Jérôme Déom                        |
| 15 | HV | Bỉ       | Gary Magnée                        |
| 17 | TĐ | Ba Lan   | Bartosz Białek (mượn từ Wolfsburg) |
| 18 | TV | Guinée   | Amadou Keita                       |
| 19 | TV | Serbia   | Miloš Pantović                     |

| Số | VT | Quốc gia     | Cầu thủ                           |
| -- | -- | ------------ | --------------------------------- |
| 20 | HV | Indonesia    | Shayne Pattynama                  |
| 21 | HV | Cộng hòa Séc | Jan Král                          |
| 23 | TV | Wales        | Isaac Christie-Davies             |
| 24 | TM | Hoa Kỳ       | Gabriel Slonina (mượn từ Chelsea) |
| 25 | HV | Nga          | Aleksandr Filin                   |
| 27 | TĐ | Iceland      | Alfreð Finnbogason                |
| 28 | HV | Bỉ           | Rune Paeshuyse                    |
| 29 | HV | Pháp         | Teddy Alloh                       |
| 31 | TM | Haiti        | Garissone Innocent                |
| 33 | TM | Ghana        | Abdul Manaf Nurudeen              |
| 35 | HV | Bỉ           | Boris Lambert                     |
| 36 | HV | Bỉ           | Luca Chavet                       |
| 99 | TM | Bỉ           | Tom Roufosse                      |